# I. e. 33
Évszázadok: i. e. 2. század – i. e. 1. század – 1. század
Évtizedek: i. e. 80-as évek – i. e. 70-es évek – i. e. 60-as évek – i. e. 50-es évek – i. e. 40-es évek – i. e. 30-as évek – i. e. 20-as évek – i. e. 10-es évek – i. e. 1-es évek – 1-es évek – 10-es évek
Évek: i. e. 38 – i. e. 37 – i. e. 36 – i. e. 35 –  i. e. 34 – i. e. 33 – i. e. 32 – i. e. 31 – i. e. 30 – i. e. 29 – i. e. 28

## Események

### Róma
- Caius Iulius Caesar Octavianust (másodszor) és Lucius Volcacius Tullust választják consullá.
- Nem hosszabbítják meg a lejáró második triumvirátust. Octavianus szenátusi beszédben ítéli el a birodalom keleti részének Antonius általi felosztását.
- Octavianus befejezi Illíriában a dalmát törzsek meghódoltatását. Ezzel a teljes Adria-partvidék római ellenőrzés alá kerül.
- Marcus Antonius az Arakszész folyónál megújítja előző évben kötött szövetségét Média Atropaténé királyával, I. Artavazdésszel, aki szakított a pártus szövetséggel. Antonius eljegyzi fiát, Alexandrosz Hélioszt Artavazdész lányával, Iotapával.
- Marcus Vipsanius Agrippa volt consulhoz képest szokatlan módon indul az alacsonyabb rangú aedilisi választáson és jelentős javításokat eszközöl Róma közműrendszerében. Renováltatja a vízvezetékeket (és megépíti az Aqua Iuliát), kibővíti és kitisztíttatja a csatornarendszert (a Cloaca maximát), fürdőket és kerteket építtet, finanszírozza a látványos Apolló-játékokat.
- Meghal II. Bocchus, Mauretania királya. Mivel nincs örököse, országát Octavianusra hagyja.

### Kína
- A déli hsziungnuk királya, Huhanje a császár elé járul, hogy megújítsa vazallusi esküjét és feleséget kérjen tőle. Jüan császár nem akar hercegnőt adni a nomád vezérhez, ezért egyik ágyasát adja neki, de tévedésből a kínai történelem híres "négy szépségének" egyikét, Vang Csao-csünt választják.
- Jüan császár két évnyi betegeskedés után 42 éves korában meghal. Utóda legidősebb fia, Liu Ao, aki a Cseng uralkodói nevet veszi fel.

## Halálozások
- Han Jüan-ti, kínai császár
- II. Bocchus, mauretániai király
- Tiberius Claudius Nero, római politikus, Tiberius császár apja.

## Fordítás
- Ez a szócikk részben vagy egészben  a(z)   33 av. J.-C. című francia Wikipédia-szócikk ezen változatának fordításán alapul.  Az eredeti cikk szerkesztőit annak laptörténete sorolja fel. Ez a jelzés csupán a megfogalmazás eredetét és a szerzői jogokat jelzi, nem szolgál a cikkben szereplő információk forrásmegjelöléseként.